# 7,7-cm-Infanteriegeschütz L/20
Das 7,7-cm-Infanteriegeschütz L/20, kurz 7,7-cm-I.G. L/20 war ein Infanteriegeschütz des Deutschen Kaiserreichs und wurde ab Herbst 1916 im Ersten Weltkrieg eingesetzt.

## Entwicklung
Mit der Einführung des behelfsmäßigen 7,62-cm-Infanteriegeschütz L/16,5, begann die Friedrich Krupp AG dessen Mängel in einem eigenen und neuen Geschütz anzugehen. Dabei musste Krupp die Forderung der Heeresverwaltung berücksichtigen, dass das Geschütz auch querfeldein von der Bedienmannschaft gezogen werden sollte. Daraufhin setzte Krupp sich als Ziel, dass das Geschütz nicht mehr als 500 kg wiegen durfte. Ebenfalls nahm man an, das solch ein leichtes Geschütz nicht sehr leistungsstark war und Ziele über 2 km Entfernung nicht effektiv bekämpfen könnte. So nahm Krupp, ähnlich wie beim 7,62-cm-I.G. L/16,5, eine Teilung der Geschützlast vor. Dadurch wurde beim Transport das Geschützrohr und die Lafette getrennt voneinander bewegt. Auf relativ kurzen Strecken sollte auch das gesamte Geschütz bewegt werden können.
Nach einigen Versuchen montierte Krupp ein verkürztes Geschützrohr einer 7,7-cm-Feldkanone 96 n. A. auf eine Gebirgshaubitzlafette. Vorteil des verkürzten Rohres war das Gewicht und die Nutzung der gleichen Munition wie die der Feldkanone 96 n. A. Im Herbst stellte Krupp das neue Geschütz mit der offiziellen Bezeichnung 7,7-cm-Infanteriegeschütz L/20 vor. Die Armeeführung befand das Geschütz für gut und begann mit der Herstellungen der ersten Geschütze Ende 1916.

## Technische Beschreibung
Das 7,7-cm-Infanteriegeschütz L/20 bestand aus dem verkürzten Geschützrohr der 7,7-cm-Feldkanone 96 n. A. mit einem Schubkurbelverschluss. Dieser wurde auf einer von Krupp bestehenden Gebirgshaubitzlafette gelagert. Die Lafette bestand aus einer Vorder- und Hinterlafette und war, für das Zerlegen, durch Scharniere miteinander verbunden. Weiterhin verfügte das Geschütz über eine hydraulische Rückstoßbremse und einen Federvorholer, welcher das Geschützrohr nach der Schussabgabe in die Ausgangsposition brachte. Um das Infanteriegeschütz in matschigem Gelände bewegen zu können, verfügten die Räder über angebrachte Radverbreiterungen aus Winkeleisen.
Die verschossene Munition war identisch zur 7,7-cm-Feldkanone 96 n. A. Das waren zum einen die lange Feldkanonengranatpatrone, die Kanonengranatpatrone 15, die Feldschrapnellpatrone und Kartätschenpatronen. In den Granaten wurden Aufschlagzünder und Bodenzünder verbaut. Der Transport der Munition fand entweder auf Munitionskarren oder -wagen, wie dem leichten Proviantwagen 96 n/K statt. Jede Batterie verfügte über einen Munitionsbestand von 510 Granaten.
Für den Einsatz im Gebirge konnte man das Geschütz in acht Einzelteile zerlegen. Jedes dieser Einzelteile hatte dabei immer noch ein Gewicht von bis zu 150 kg. Die einzelnen Teile waren das Geschützrohr, die Vorderlafette, die Hinterlafette, die Rohrwiege, die Achse, die Räder und das Geschützschild.

## Einsatz
Das 7,7-cm-Infanteriegeschütz L/20 war in der Truppe nicht sehr beliebt. Es galt als zu schwer und das Zerlegen und Zusammensetzen der einzelnen Teiler dauerte für die schnelle Frontbereitschaft zu lang. Für einen erhofften Bewegungskrieg war das Geschütz aus diesem Grund nicht zu gebrauchen, weshalb sich im Feld nur zwei Batterien mit diesem Geschütz befanden. Dennoch waren die Präzision und die Feuergeschwindigkeit des Infanteriegeschütz sehr gut.
Nachdem die britischen Truppen im September 1916 die ersten Panzer einsetzten, wurde den Infanteriegeschützen die Aufgabe zur Panzerbekämpfung zuteil. Somit wurde das 7,7-cm-Infanteriegeschütz L/20 nicht mehr für den Artillerieangriff, sondern zur Abwehr der immer zahlreicheren britischen und französischen Panzer eingesetzt.